# Lorenzo Allegri
Lorenzo Allegri (* 16. November 1567 in Florenz; † 15. Juli 1648 ebenda) war ein italienischer Lautenist und Komponist.

## Leben
Lorenzo Allegri war bereits in seiner Jugend am Hof der Medici in Florenz tätig. Der Hofchronist Cesare Tinghi bezeichnete ihn als Lorenzino todesco del liuto, was auf eine Abstammung aus dem deutschen Sprachraum deutet. Seit Anfang des Jahres 1604 wurde Allegri als Hofmusiker in den Gehaltslisten des Hofes geführt. Ab 1622 war er als guardaroba della musica verantwortlich für die Musikinstrumente des Hofes, sowie für die Aufsicht der Pagen (maestro dei paggi). Gemeinsam mit dem Choreografen Agnolo Ricci war Allegri für die musikalische und tänzerische Gestaltung der zahlreichen Feste am Hofe der Medici zuständig. 
Allegris Wirken könnte Einfluss auf die Übertragung dieses neuen italienischen Stiles auf die französische Musik von Jean-Baptiste Lully, der als junger Mann in Florenz lebte, geübt haben. Auch der junge Johann Nauwach, der ab 1614 auf Empfehlung des sächsischen Kurfürsten Johann Georg I. bei Allegri studierte, wurde durch ihn beeinflusst. Nauwachs Veröffentlichungen von 1623 und 1627 enthalten die frühesten in Deutschland veröffentlichten Beispiele italienischer Monodien, die durch einen Nicht-Italiener zu deutschen Texten bekannt sind.

## Werk
Nur zwei Vokalwerke Allegris wurden überliefert, das Madrigal Tu piangi al mio partire, für Solostimme und Basso continuo, das 1614 in Scherzi, arie, canzonette, e madrigali libro secondo op. 10, einem Sammelband des Komponisten Antonio Brunelli (1577–1630), in Venedig veröffentlicht wurde. Außerdem schuf Allegri das kurze Bühnenwerk Spirto del ciel, scendi volando a noi, für sechs Stimmen, zu einem Libretto von Ferdinando Saracinelli. 
Das Hauptwerk Allegris ist die Tanzmusik, die am Medicihof zur Aufführung gelangte. Zwischen 1608 und 1615 entstanden die suitenförmigen Werke La notte d’Amore (1608), La serena (1611), 1613 überarbeitet Le ninfe di Senna, Alta Maria (1614), I Campi Elisi (1614) und L'Iride (1615). Die Werke bestehen zumeist aus sieben Tänzen in unterschiedlichen Tempi und Takten, beginnend mit einem Ballo, gefolgt von Galliarden, Correnten, Canario, Branlen oder Gavotten. 

### Instrumentalwerke
- Ballo, Gagliarda, Corrente für die Medici-Hochzeit 1608
- Sinfonia per il Gran Principe di Toscana
- Il primo libro delle musice di Lorenzo Allegri (Venedig, 1618)